# Генрих X (правитель Рейсс-Лобенштайна)
Генрих X (нем. Heinrich XXIV; 9 сентября 1621 — 25 января 1671, Лобенштайн) — немецкий дворянин, владетеля Лобенштайна, Хиршберга и Эберсдорфа, ректор Лейпцигского университета.

## Биография
Сын Генриха Постумуса Рейсс-Герского, после смерти отца, в 1635 году, воспитывался своими старшими братьями — Генрихом II (1602—1670) и Генрихом III (1603—1640). Они отправили его учится в Лейпцигский университет, где молодой дворянин был избран ректором, под его руководством университет пребывал с зимнего семестра 1641 года по летний семестр 1643 года. В 1647 году проводилось разделение владений младшей линии Дома Ройссов, Генрих X получил в свои владения Рейсс-Лобенштайн, за вычетом владений в Зальбурге.
Таким образом, он стал основателем ветви Рейсс-Лобенштайн младшей линии Рейсс. В 1653 году принимал участие в Аугсбургском рейхстаге, в 1664 году купил владения замка и поместья Хиршберг у семьи фон Бёльвиц. После смерти своего старшего брата Генриха IX, Генрих X унаследовал его владения в Зальбурге. В 1670 году он стал старшим в семье Рейссов.
После его смерти его сыновья первоначально вместе управляли владениями отца, но позже они разделили владения. Ветвь Рейсс-Лобенштайн пресеклась в 1853 году.

## Семья
Генрих X 24 октября 1647 года женился на Марие Сибилле (1625—1675), дочери Генриха IV Рейсс-Оберграйцкого из старшей линии Рейсс. В браке родилось 12 детей:
- Генрих III. (1648—1710), граф и лорд Лобенштайна
- Генрих V (1650—1672)
- Генрих VI (1651—1651)
- Генрих VIII (1652—1711), граф и лорд Хиршберга
- Магдалена Доротея (1653—1705)
- Генриетта Юлиана (1654—1728) жена графа Иоганна Альбрехта фон Ронов и Биберштейн.
- Эрнестина София (1656—1656)
- Амалия Кристина (1657—1660)
- Генрих IX (1659—1660)
- Элеонора (1661—1696)
- Фридерика Сибилла (1661—1728)
- Генрих Х (1662—1711), граф и лорд Эберсдорфа